# Biggi Wanninger

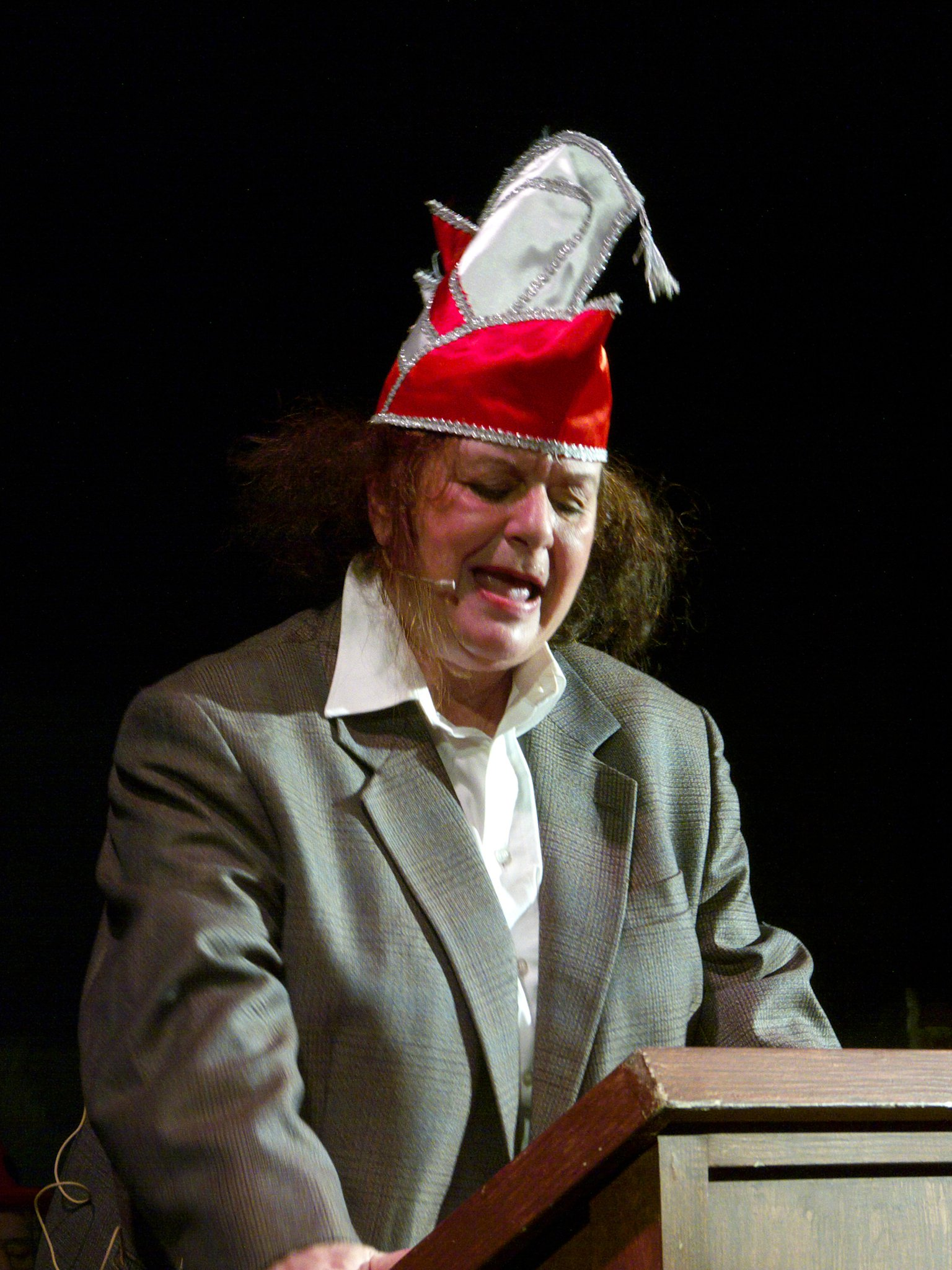
Biggi Wanninger (Stunksitzung, 15. Januar 2011)

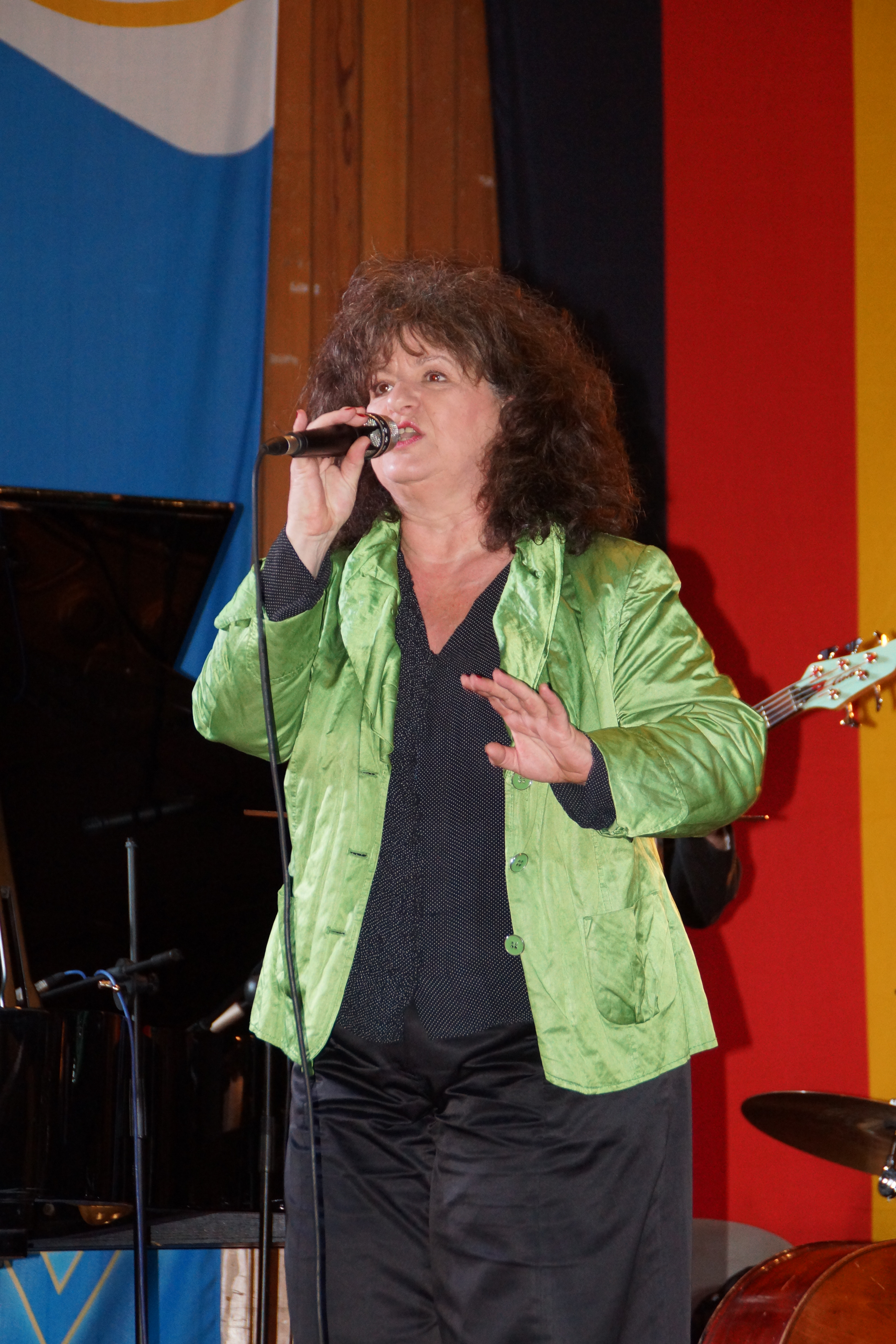
Biggi Wanninger, (Mai 2012)

Brigitte „Biggi“ Wanninger (* 21. Mai 1955 in Brühl) ist eine deutsche Schauspielerin, Kabarettistin, Sängerin, Hörspiel- und Fernsehsprecherin.

## Werdegang
Biggi Wanninger, die in Kerpen-Balkhausen aufwuchs, lernte zunächst Bankkauffrau und absolvierte ein Studium der Pädagogik, wonach sie Schauspiel und Gesang in Köln studierte. Seit Beginn der 1990er Jahre gehört sie dem Ensemble der Kölner Stunksitzung an, deren Präsidentin sie seit 1999 ist. Wanninger ist Geschäftsführerin der kommerziellen Tuschfactory GmbH, die als Träger der Stunksitzung agiert.
Des Weiteren ist sie als Sprecherin für Hörfunk und Fernsehen, z. B. bei WDR oder Stern TV tätig und war in der Rolle der Haushälterin Molly in der Hörspielserie Mandala von Marion Lammers zu hören.
Als Schauspielerin war sie in der Comedyserie Der Dicke und der Belgier zu sehen sowie in Gastrollen von Produktionen wie Die Camper, Tatort, Ritas Welt, SK Kölsch oder SOKO Köln. Aus Spielfilmen wie Frank Streckers Der Schrei des Schmetterlings oder Judith Kennels Liebe und Verlangen ist sie ebenfalls bekannt.

## Hörspiele (Auswahl)
- 1985: Nikolai von Michalewsky: Bei Bildausfall Mord (Bodenstewardess) – Regie: Andreas Weber-Schäfer (Original-Hörspiel, Kriminalhörspiel – WDR)
- 2005: Karlheinz Koinegg: Ritter Artus und die Ritter der Tafelrunde (Madame Florette) – Regie: Angeli Backhausen (Kinderhörspiel (6 Teile) – WDR)
- 2013: Karlheinz Koinegg: Robin, der Reimer – Regie: Angeli Backhausen (WDR)